# Antônio Carlos Capocasali
Antônio Carlos, vollständiger Name Antônio Carlos Cunha Capocasali Júnior, (* 7. März 1993 in Rio de Janeiro) ist ein brasilianischer Fußballspieler. Er wird auf der Position eines Innenverteidigers eingesetzt. Sein spielstarker Fuß ist der rechte.

## Karriere

### Verein
Antônio Carlos startete in seiner Jugend bei Fluminense FC. Bei dem Klub wurde er 2010 wegen seiner geringen Körpergröße aussortiert. Kurz danach durchlief er einen Wachstumsschub. Daraufhin erfolgte ein Angebot des CR Vasco da Gama, welches nicht zu tragen kam. Einen Test bei CR Flamengo bestand er nicht. Daraufhin wechselte Antônio Carlos noch im selben Jahr zu Audax Rio de Janeiro. Für die Spiele im Nachwuchswettbewerb der Staatspokal von São Paulo wurde er 2011 an Grêmio Osasco Audax ausgeliehen. Im Zuge des Turniers fiel er dem SC Corinthians so auf, dass dieser ihn noch im selben Jahr auslieh.
2012 nahm Audax ein Angebot von Corinthians und Antônio Carlos wechselte fest zu nach São Paulo. Corinthians erwarb 40 % der Transferrechte und Antônio Carlos unterschrieb einen Vertrag bis Ende 2015. 10 % der Rechte gehören Antônio Carlos selbst und die restlichen 50 % verblieben bei Audax. Gleich in seinem ersten Jahr als Profi gab der damals Neunzehnjährige sein Debüt. In der Staatsmeisterschaft von São Paulo 2012 spielte sein Klub am 10. März 2012 gegen den Guarani FC. In dem Spiel stand er in der Startelf. Antônio Carlos kam in der Folge kaum zu Einsätzen. So bestritt er nur zwei Spiele in der Staatsmeisterschaft und drei in der Série A. Sein erstes Spiel in der obersten brasilianischen Spielklasse bestritt Antônio Carlos in der Saison 2012 am 20. Mai 2015, dem ersten Spieltag der Saison. Im Heimspiel gegen seinen ersten Jugendklub Fluminense stand er in der Anfangsformation.
Damit der Nachwuchsspieler Antônio Carlos mehr Erfahrung sammeln kann, wurde er zum Start in die Saison 2013 an den Oeste FC ausgeliehen. Bei Oeste bestritt er zehn Spiele in der Staatsmeisterschaft von São Paulo und eines in der Série B.
Trotz Vertragsverlängerung bis Ende 2015, spielte Antônio Carlos auch für die Saison 2014 keine Rolle in den Planungen von Corinthians, so dass er für das Jahr an den Avaí FC ausgeliehen wurde. Bei dem Klub entwickelte sich Antônio Carlos zur Stammkraft. Er bestritt 16 Spiele in der Staatsmeisterschaft von Santa Catarina sowie drei im Copa do Brasil 2014 und 32 von 38 möglichen in der Série B.
Im Januar 2015 kündigte Corinthians zunächst eine Verlängerung der Leihe an Avaí an. Antônio Carlos wechselte dann aber zum Tombense FC. Von Tombense wurde er dann doch an Avaí ausgeliehen. Nach Saisonende wurde im Dezember ein weiteres Leihgeschäft bekannt.
Die nächste Station von Antônio Carlos wurde CR Flamengo. Der Klub lieh in bis Ende 2016 aus. Der Kontrakt enthielt eine Kaufoption. Bereits nach der Austragung der Staatsmeisterschaft von Rio de Janeiro musste Antônio Carlos FLA wieder verlassen. In dem Wettbewerb kam er zu keinen Einsätzen und saß auch nur einmal als Reservespieler auf der Bank. Für Antônio Carlos schloss sich die nächste Leihe an. Er kam im Mai 2016 zu AA Ponte Preta, mit welchem er den Rest des Jahres in der Série A antrat.
Nach Ablauf der Leihe ging es für Antônio Carlos wieder nach São Paulo. Er wurde für ein Jahr an Palmeiras São Paulo ausgeliehen. Der Kontrakt enthielt eine Kaufoption zum Ende des Leihgeschäftes. Mit Palmeiras gab der Spieler seinen Einstand auf internationaler Klubebene. In der Copa Libertadores 2017 traf man im ersten Spiel der Gruppenphase auswärts auf Atlético Tucumán. In dem Spiel wurde Antônio Carlos in der 24. Minute für Michel Bastos eingewechselt. Ende Juli des Jahres zog der Klub dieses Kaufoption vorzeitig und verpflichtete den Spieler fest. In der Série A 2018, in der Palmeiras seinen zehnten Meistertitel in der Série A gewinnen sollte, trat Antônio Carlos 22 Mal an und erzielte ein Tor. Nach Abschluss der Série A 2019 wurde Antônio Carlos Orlando City ausgeliehen. Im Dezember 2020 übernahm der Klub ihn dann vollständig.
Seit Anfang 2024 ist er mittlerweile wieder zurück in Brasilien, wieder beim Fluminense FC. Zum Start in die Saison 2025 wurde Antônio Carlos an Sport Recife ausgeliehen.

### Nationalmannschaft
Im März 2012 wurde Antônio Carlos von Ney Franco in den U-20 Kader für Spiele in der Copa do Mediterraneo berufen. Zum Einsatz kam er in dem Turnier nicht.
Franco berief ihn auch in den vorläufigen Kader für die U-20-Fußball-Südamerikameisterschaft 2013. Den Sprung in den endgültigen Kader schaffte er aber nicht.

## Erfolge
Corinthians
- Staatspokal von São Paulo U-20: 2012[19]

Palmeiras
- Campeonato Brasileiro de Futebol: 2018

Orlando
- Lamar Hunt U.S. Open Cup: 2022

Fluminense
- Recopa Sudamericana: 2024

## Auszeichnungen
- Staatsmeisterschaft von São Paulo Mannschaft des Turniers: 2018[20]